# Oslers sjukdom

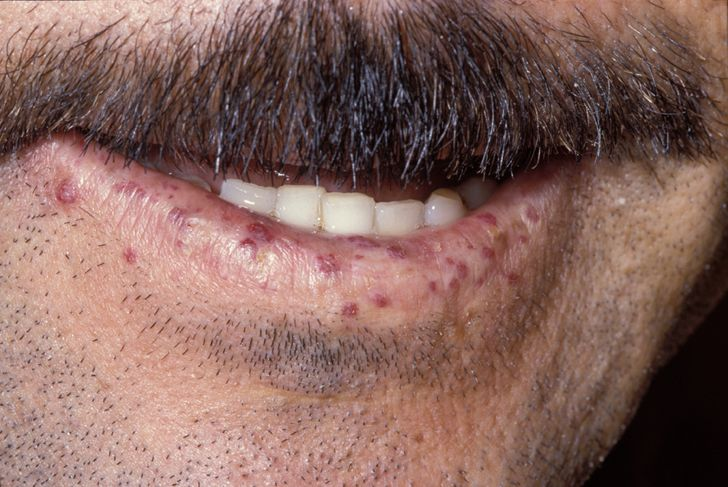
Typiska utslag på och runt munnen av Oslers sjukdom.

Oslers sjukdom (Socialstyrelsens stavning), även Hereditär hemorragisk telangiektasi, Osler–Weber–Rendus sjukdom och Osler–Weber–Rendus syndrom, är en ovanlig ärftlig sjukdom. Sjukdomen innebär att man har arteriovenösa (något som avser både ven och artär) missbildningar i hud, inre organ och slemhinnor. 
I huden kan man se så kallade telangiektasier, knappnålsstora prickar, framförallt i och runt munnen, ansiktet, bröstkorgen och på fingertopparna. De missbildade kärlen brister ofta och det leder till att man får blödningar av varierande grad, alltifrån lindriga blödningar från huden till livshotande inre blödningar. Det vanligaste symptomet är näsblödning som är återkommande.
Behandlingarna handlar om att lindra symptomen, till exempel att stoppa blödningar, ge järntabletter och eventuellt ge blodtransfusion.
Sjukdomen beräknas finnas hos 10–50 personer per 100 000 och i Sverige finns 1 000 patienter med Oslers sjukdom. Ärftligheten ligger på 50 procent om en av föräldrarna har sjukdomen. Sjukdomen har den internationella diagnoskoden I78.0 i ICD-10.